# 4687 Brunsandrej
4687 Brunsandrej (1979 SJ11) là một tiểu hành tinh vành đai chính được phát hiện ngày 24 tháng 9 năm 1979 bởi Chernykh, N. S. ở Nauchnyj.